# Sven Ekblom (jurist)
Sven Gösta Ekblom, född den 8 oktober 1907 i Arvika, död den 14 november 1990 i Göteborg, var en svensk jurist.
Ekblom avlade studentexamen i Karlstad 1926 och juris kandidatexamen vid Uppsala universitet 1931. Han genomförde tingstjänstgöring i Jösse domsaga 1931–1934. Ekblom blev fiskal i Göta hovrätt 1935, assessor där 1942, i Hovrätten för Västra Sverige 1948, hovrättsråd där samma år, revisionssekreterare 1950 (tillförordnad 1948) och ånyo hovrättsråd i Hovrätten för Västra Sverige 1953. Han var hovrättslagman där 1970–1974. Ekblom blev riddare av Nordstjärneorden 1951 och kommendör av samma orden 1966. Han vilar på Ekshärads kyrkogård.